# Gabriel Pomerand
Gabriel Pomerand (Paris 12e, 13 juin 1925 - Paris 1er, 26 juin 1972) est un poète et peintre lettriste.

## Biographie
Premier compagnon d'Isidore Isou, avec qui il constitue en 1945 le groupe lettriste, il organise avec lui la Première Manifestation Lettriste, le 8 janvier 1946, à la Salle des Sociétés Savantes à Paris. Il participera aux activités du groupe jusqu'en 1952, à travers des revues, des conférences et plusieurs scandales éclatants, dont celui du Théâtre du Vieux-Colombier.
Il publie douze ouvrages dont Saint Ghetto des Prêts, roman hypergraphique important, longtemps introuvable et  réédité à New York en 2006 puis à Bruxelles en 2025.
Ses toiles réalisées entre 1950 et 1952, toutes déchiffrables selon les canons de l'art lettriste et hypergraphique, sont parmi les toutes premières du lettrisme. Elles sont caractérisées par l'emploi de signes à connotation hébraïque et d'idéogrammes humains filiformes, servis par une grande maîtrise des gammes chromatiques qui leur donne un pouvoir de conviction supplémentaire. Ses œuvres figurent dans plusieurs expositions importantes du groupe, par exemple Isou, Pomerand, Lemaître (Galerie Prismes, Paris, 1955), Les Peintres lettristes, (Isou, Lemaître, Pomerand, Spacagna, Wolman), en 1961, Galerie Weiller, à Paris, ou dans la rétrospective Introduction au lettrisme et à l'hypergraphie, 1944-1988 (Isou, Pomerand, Lemaître, Sabatier, Satié, Hachette, Roehmer, Devaux, Amarger), Galerie Le Chanjour, à Nice, en 1988.
Il a également écrit l'une des trois premières symphonies lettristes : la Symphonie en K, « première polyphonie ciselante»,, datée de 1947. Contrairement à tout ce qui s'est écrit sur le sujet, la Symphonie en K n'a pas  été exécutée à la Salle de Rochefort en 1946 ; il s'agissait d'une autre œuvre, le Double Quatuor en K, œuvre de facture nettement plus simple (unissons)[réf. souhaitée]. Ainsi, la Symphonie en K rejoint, pour un temps, la liste des œuvres censurées du Lettrisme telles que L'Anticoncept de Wolman, Initiation à la Haute volupté ou La Mécanique des femmes d'Isou.
Après 1952, il s'éloigne du groupe, mais ses textes sont lus avec ceux d'Isidore Isou, de Maurice Lemaître, de François Dufrêne, etc., lors de récitals de poésie lettriste, par exemple au Théâtre de l'Odéon en 1964. Sans jamais renier sa période lettriste, ni remettre en cause les fondements des conceptions du lettrisme, il poursuit une œuvre d'écrivain, largement inédite, avant de mettre fin à ses jours en 1972.

## Ouvrages
- Le Cri et son Archange, Paris, Fontaine, 1948. Rééd. Andeville, Cahiers de l'externité, 1998
- Lettres ouvertes à un mythe, Aux dépens d’un amateur, Paris, Ateliers Studio, 1949
- Le testament d’un archange déçu ou Nota-bene, 1949[5]
- Les Méditations d’un bâtard, Paris, Presses Littéraires de France, 1949
- Considération objective sur la pédérastie, Aux dépens du public, Paris, Imp. Bernouard, 1949. Rééd. Andeville, Cahiers de l’’Externité, 1998
- Notes sur la prostitution, Aux dépens de la morale,  Paris, chez l'auteur, 29, rue de Buci, impr. de Mme A. Baudin, 1950. Rééd. Andeville, Cahiers de l’Externité, 1998, avec en plus Le discours d'un terroriste.
- Saint Ghetto des Prêts. Grimoire, Paris, OLB, 1950. Édition bilingue (anglais et français), avec une préface de Jacques Baratier, Saint Ghetto of the Loans, 2006, New-York, Ugly Duckling Press, distribuée par SPD/Small Press Distribution,  (ISBN 1-933254-18-1), Bruxelles, Editions du Sandre, 2025, avec la préface de Jacques Baratier et une postface d’Eric Dussert.  (EAN 9782358211444).
- Le Testament d'un acquitté, précédé de Ses aveux publics, Paris, Julliard, 1951
- Antonio, hors de galaxie, Paris, Jacques Loyau, 1954
- Les Puérils, Paris, Laffont, 1956
- Le Petit Philosophe de poche, Paris, Le Livre de poche, 1962
- Le D.man, Paris, Christian Bourgois, 1966
- Lettre ouverte à mes créanciers, Derrière la salle de bains, Collection Acquaviva, 2008

## Articles
- La Dictature Lettriste 1, 1946
- Hikma 2 (1948), Tunis
- Psyché n° 20 (juin 1948), p. 698-701
- Osmose 2/3 (1949)
- Ur 2 (1952) ; 3 (1953)
- Ion 1 (1952), p. 161-166
- Le Soulèvement de la jeunesse 1 (1952) ; 2 (1952) ; 3 (1952)
- Revue Lettriste et Hypergraphique 1 (1959)
- Haute Société 2 (1960)
- « Symphonie en K [extrait] », La Revue musicale (1971), 282-283

## Filmographie
En 1951, il réalise avec le directeur de la photographie et réalisateur Arcady un court métrage, La Légende cruelle sur les peintures de Léonor Fini avec un commentaire dit par Daniel Gélin sur la musique de Vivaldi “La Notte” qui est récompensé du Grand Prix du film d'Art par un groupe d'une quinzaine de critiques.
En 1953, il réalise un court métrage, La Peau du milieu, tourné au cabaret parisien la Rose rouge (76, rue de Rennes), et qui met en scène les tatoués de la capitale.